# بيفاتوزوماب
بيفاتوزوماب هو جسم مضاد وحيد النسيلة مصمم ليستخدم في علاج سرطان الرأس والعنق.
ربط أيضاً من دواء كيمياوي هو مرتانسين ليكونا بيفاتوزوماب مرتانسين.